# FIA WTCC argentin nagydíj
A FIA WTCC argentin nagydíj a 2013-as túraautó-világbajnokságon került első alkalommal megrendezésre az Autódromo Termas de Río Hondón Termas de Río Hondóban, Argentínában.

## Futamgyőztesek
| Év   | V. | Versenyző        | Gyártó    | Helyszín            | Összefoglaló |
| ---- | -- | ---------------- | --------- | ------------------- | ------------ |
| 2016 | 1  | Tom Chilton      | Citroën   | Termas de Río Hondo | Összefoglaló |
| 2016 | 2  | José María López | Citroën   | Termas de Río Hondo | Összefoglaló |
| 2015 | 1  | José María López | Citroën   | Termas de Río Hondo | Összefoglaló |
| 2015 | 2  | Sébastien Loeb   | Citroën   | Termas de Río Hondo | Összefoglaló |
| 2014 | 1  | José María López | Citroën   | Termas de Río Hondo | Összefoglaló |
| 2014 | 2  | José María López | Citroën   | Termas de Río Hondo | Összefoglaló |
| 2013 | 1  | Yvan Muller      | Chevrolet | Termas de Río Hondo | Összefoglaló |
| 2013 | 2  | José María López | BMW       | Termas de Río Hondo | Összefoglaló |